# لبیش ویلیج (اورگن)
لبیش ویلیج (به انگلیسی: Labish Village) یک منطقهٔ مسکونی در ایالات متحده آمریکا است که در شهرستان ماریون، اورگن واقع شده‌است. لبیش ویلیج ۰٫۱ کیلومتر مربع مساحت و ۳۷۶ نفر جمعیت دارد و ۴۷ متر بالاتر از سطح دریا واقع شده‌است.